# Osmia quadridentata
Osmia quadridentata là một loài Hymenoptera trong họ Megachilidae. Loài này được Dumeril mô tả khoa học năm 1860.